# Дім-Чай
Дім-Чай (тур. Dim Çayı) — річка в Туреччині. Витік річки знаходиться у мулі Конья в горах Західного Тавра на висоті 1790 м над рівнем моря. Впадає річка в Середземне море на південно-східній околиці міста Аланія (іл Анталія). Загальна протяжність річки Дім-Чай близько 60 км.
У 2004 році на річці Дім-Чай була відкрита гребля Дім. Вода з водосховища є головним джерелом прісної води для міста Аланія. Електростанція греблі Дім є головним джерелом енергопостачання району Аланії.
В своїй нижній течії (нижче греблі Дім) річка Дім-Чай є популярним місцем відпочинку жителів Аланії і приїжджих туристів. Прямо над руслом річки побудовано безліч ресторанчиків і місць водних розваг.